# Liebesgräser
Die Liebesgräser (Eragrostis) sind eine Pflanzengattung innerhalb Familie der Süßgräser (Poaceae). Diese umfasst weltweit 413 Arten. Der deutschsprachige Trivialname ist eine direkte Übersetzung des wissenschaftlichen Gattungsnamens (siehe unten). Einige Vertreter dieser Gattung gehören zu einer Gruppe von Getreiden, die unter dem Begriff „Hirse“ zusammengefasst werden.

## Beschreibung

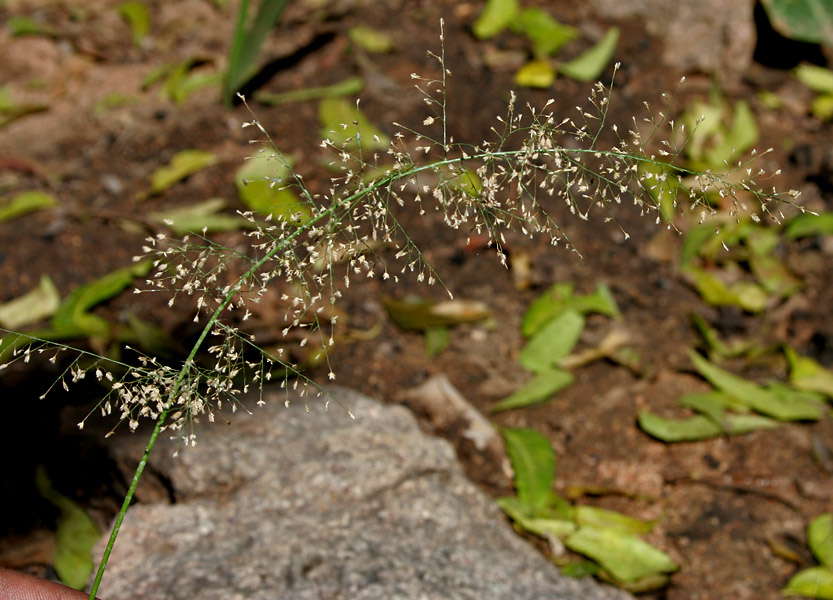
Eragrostis amabilis

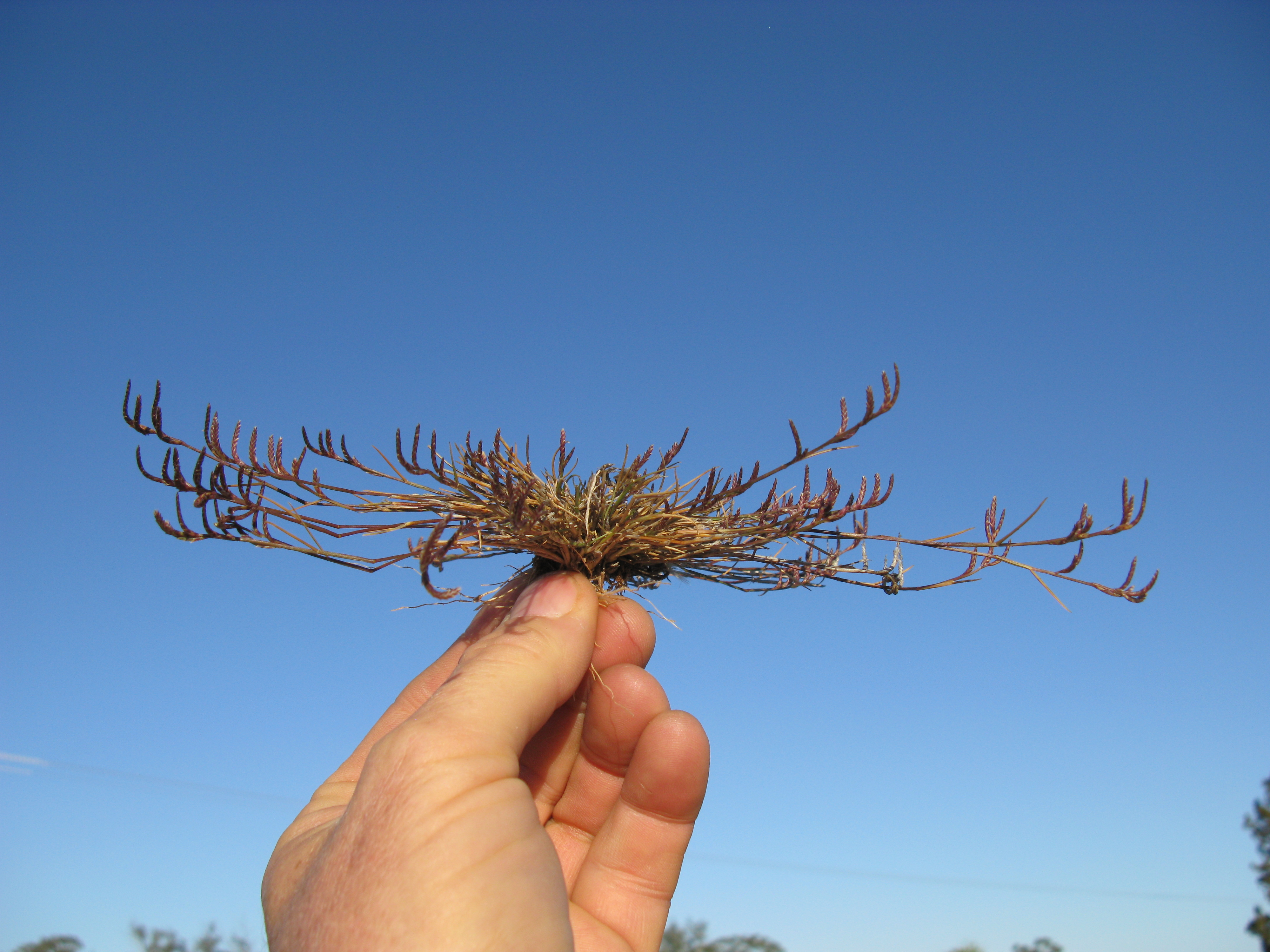
Eragrostis dielsii

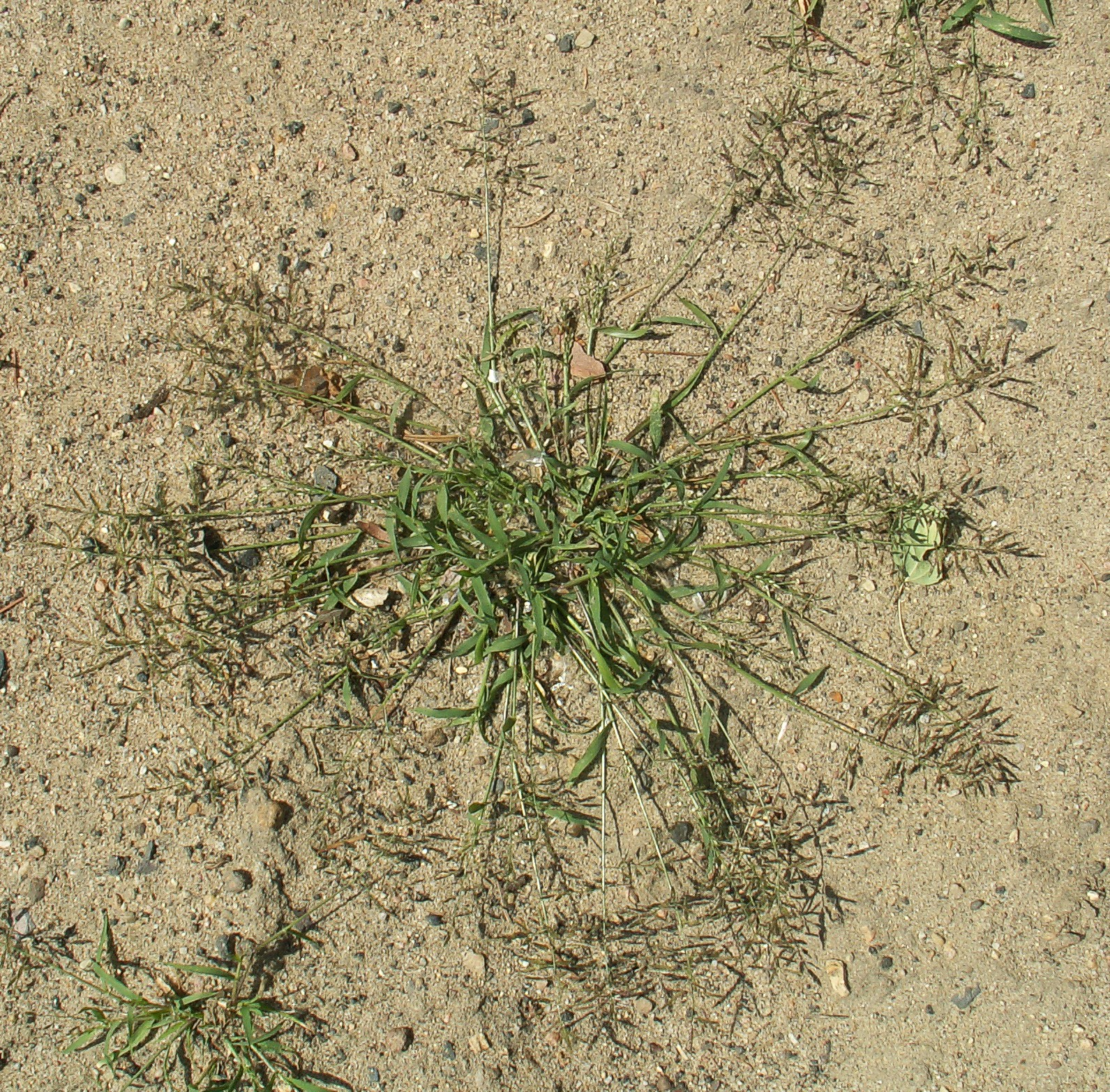
Kleines Liebesgras (Eragrostis minor)

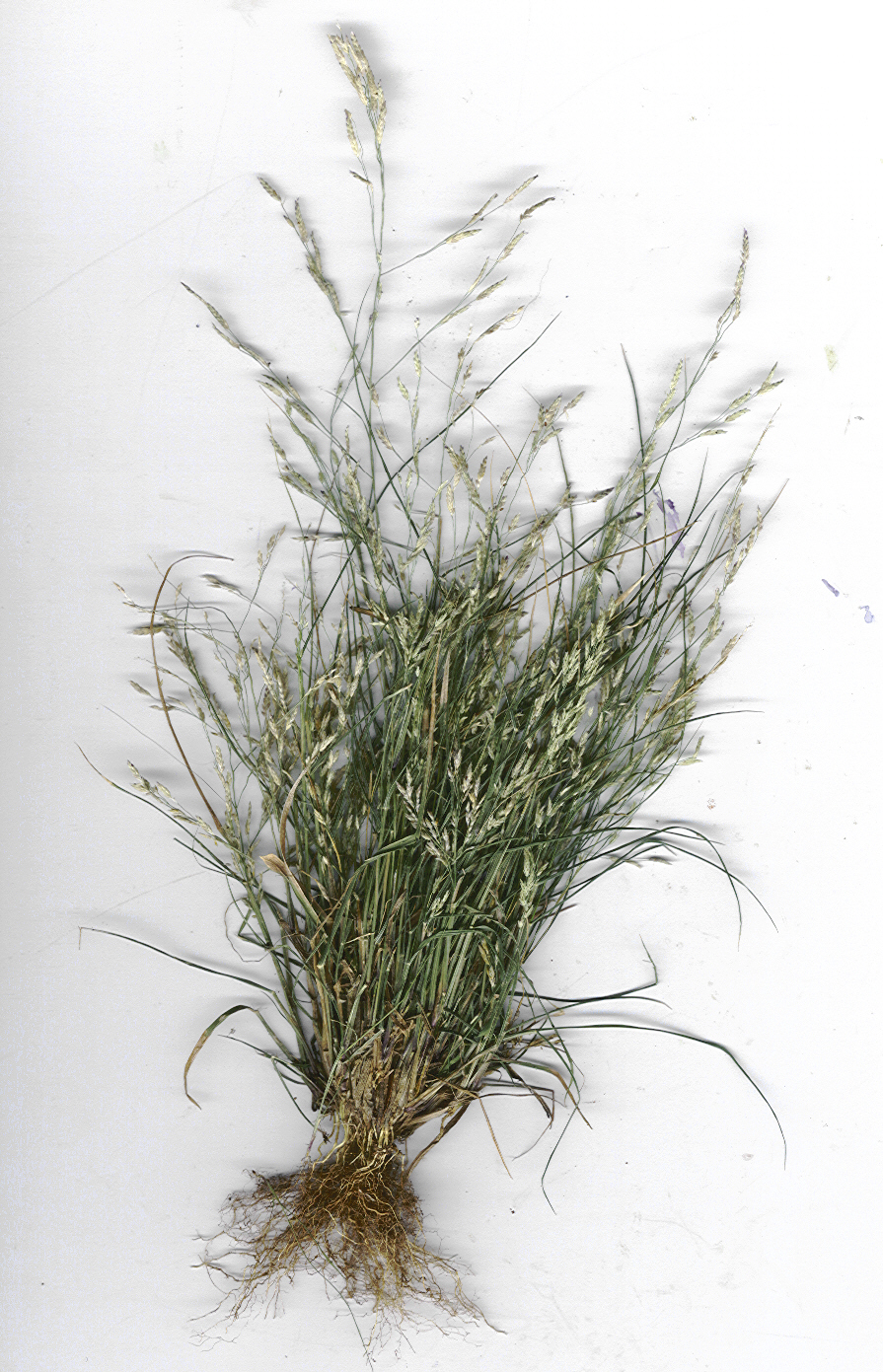
Eragrostis pectinacea

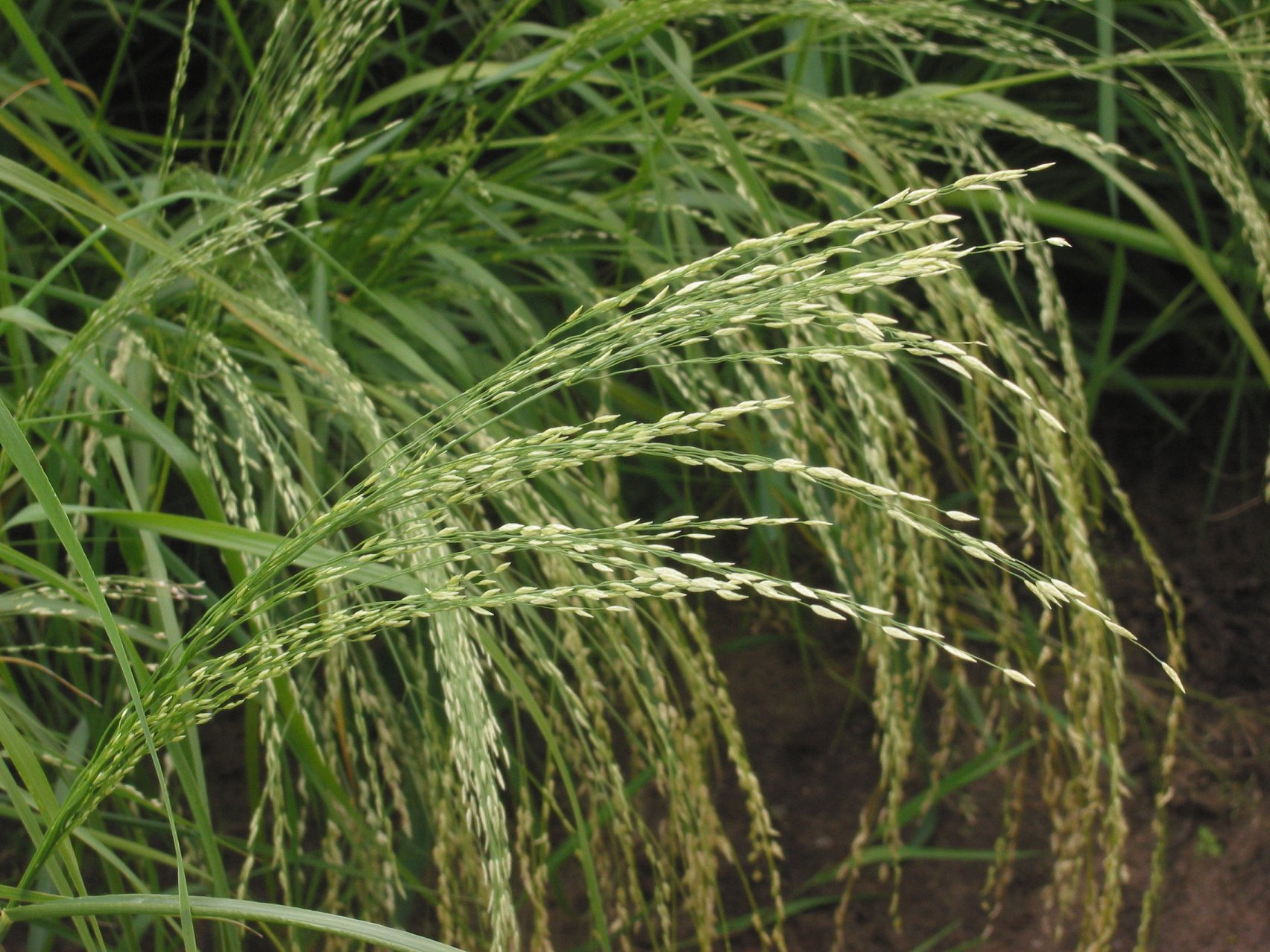
Teff (Eragrostis tef)

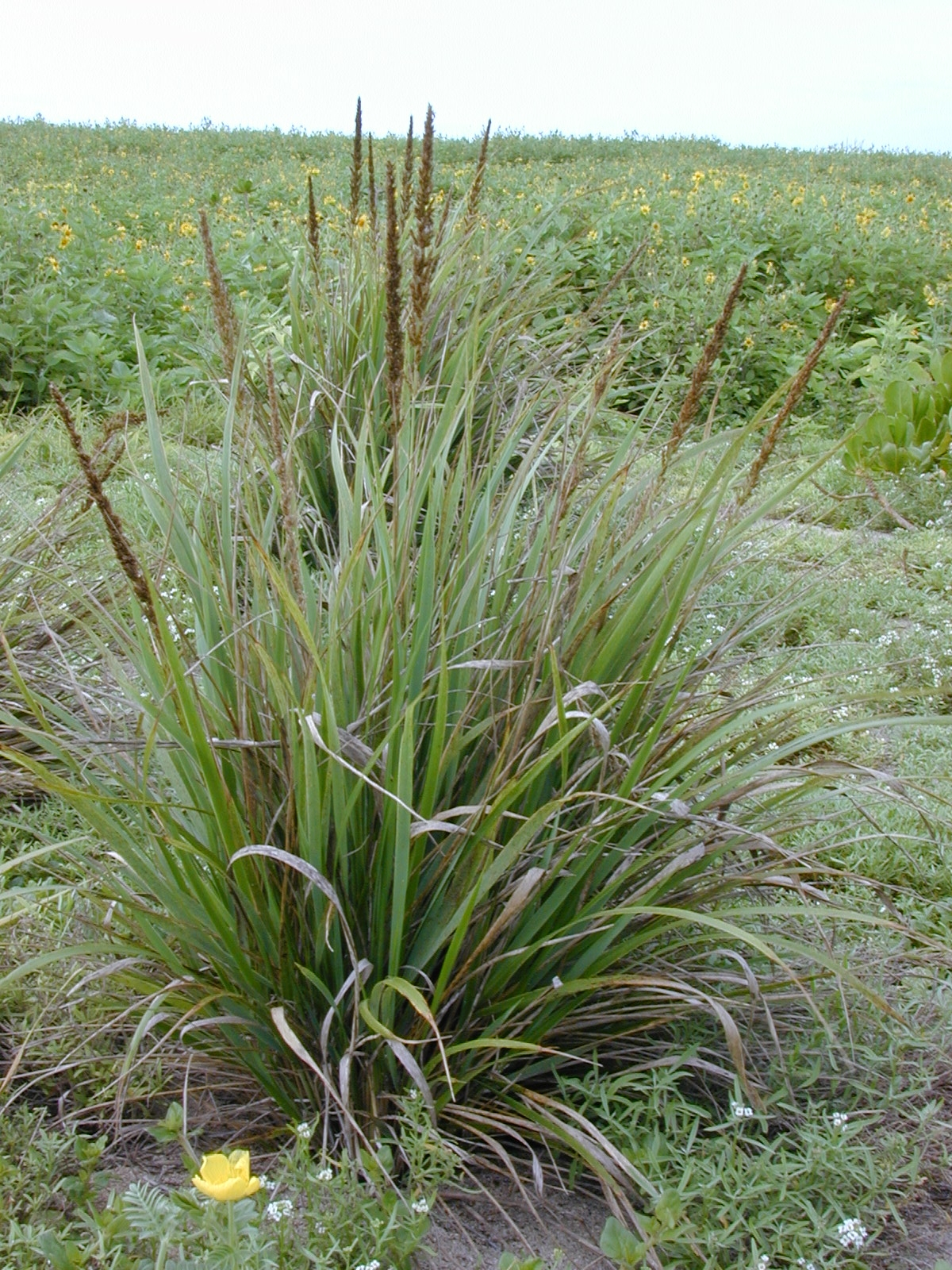
Eragrostis variabilis

### Vegetative Merkmale
Liebesgras-Arten sind ein- oder mehrjährige krautige Pflanzen, die nur gelegentlich teilweise verholzen. Sie wachsen rasenförmig oder gelegentlich büschelig. Wenige Arten wie zum Beispiel Eragrostis hypnoides oder Eragrostis barbinodis bilden Ausläufer. Je nach Art werden Wuchshöhen von 10 bis 300 Zentimetern erreicht. Die ein- bis zwanzigknotigen Halme sind überwiegend unverzweigt. Die Knoten sind fast immer kahl; selten behaart wie beispielsweise bei Eragrostis annulata oder Eragrostis kennedyae.
Die meist schmal-linealisch geformten Laubblätter sind oft drüsig. Die Blattspreiten sind meist flach oder seltener gerollt. Die Blatthäutchen sind als feiner Haarkranz ausgebildet, manchmal auch als häutige Membran. Selten sind Blattöhrchen im Übergang zur Blattscheide, deren Ränder nicht verwachsen sind, ausgebildet. Die Scheiden sind gekielt oder gerundet.

### Generative Merkmale
Die oft drüsigen Blütenstände sind offene, zusammengezogenen oder ährenförmige (Eragrostis chapelieri) Rispen. Die seitlich zusammengedrückten, kugeligen bis länglichen Ährchen sind zwei- bis vielblütig und zwittrig. Sie messen 1 bis 40 Millimeter in der Länge und 0,5 bis 8 Millimeter in der Breite. Die Hüllspelzen sind oft ungleich geformt und ein- bis dreinervig. Die grannenlosen allenfalls mit kurzer Spitze ausgestatteten und ein- bis fünfnervigen Deckspelzen sind meist kahl, selten behaart, gekielt oder auf dem Rücken gerundet. Die männlichen Blüten verfügen über zwei, zum Beispiel Eragrostis ciliaris, bis in den meisten Fällen drei Staubblätter. Die weiblichen Blüten haben zwei Narben.
Die Früchte sind 0,4 bis 2,4 Millimeter lange Karyopsen (Korn), selten ist das Perikarp frei. Die Körner stehen bei allen Arten frei und werden ausgestreut, nachdem sich ein Bruch am Grunde der sie haltenden Deckspelzen entwickelt hat.

### Stoffwechselweg und Chromosomensätze
Es handelt sich bei allen Arten mit Ausnahme von Eragrostis walteri um C4-Pflanzen.
Die Chromosomengrundzahl beträgt x = 10. Es wurden unterschiedlich Ploidiegrade mit 2n = 20, 40, 50, 60, 80, 100 festgestellt.

## Systematik und Verbreitung
Die Gattung Eragrostis wurde 1776 durch Nathanael Matthäus von Wolf in Genera Plantarum, S. 23 aufgestellt. Der Gattungsname Eragrostis ist ein Kunstwort und leitet sich vom griechischen Wort eros für Liebe und dem mittellateinischen Wort agrostis für Unkraut, bzw. griechisch agrostis, die Bezeichnung mehrerer unterschiedlicher Gräser, ab. Synonyme für Eragrostis Wolf sind: Boriskellera Terechov, Erochloe Raf., Erosion Lunell, Exagrostis Steud. nom. inval., Macroblepharus Phil., Psilantha (K.Koch) Tzvelev, Roshevitzia Tzvelev, Triphlebia Stapf, Vilfagrostis Döll nom. inval.
Die Gattung Eragrostis Wolf gehört zur Tribus Eragrostideae in der Unterfamilie Chloridoideae innerhalb der Familie der Süßgräser (Poaceae).
Die Gattung Eragrostis ist weltweit verbreitet mit einem Schwerpunkt in den Tropen und Subtropen. Sie besiedeln vor allem sandige oder gestörte Böden an offenen Standorten. Die meisten Arten gelten als sogenannte „Unkräuter“. Wenige Arten der Gattung Eragrostis haben als Getreide eine wirtschaftliche Bedeutung wie beispielsweise der Teff (Eragrostis tef) in Äthiopien oder das Behaarte Liebesgras (Eragrostis pilosa) in Zentralafrika und den Nilländern.
In Mitteleuropa kommen unter anderem folgende Arten vor, wovon etliche Arten eingeschleppt wurden:
- Elbe-Liebesgras (Eragrostis albensis H.Scholz)
- Barrelier-Liebesgras (Eragrostis barrelieri Daveau): Es kommt vom Mittelmeerraum bis Pakistan und von Makaronesien bis zur Arabischen Halbinsel vor.[3] In Mitteleuropa kommt es adventiv in der Schweiz besonders im Wallis vor.[8]
- Großes Liebesgras oder Großähriges Liebesgras (Eragrostis cilianensis (All.) Janch.; Syn.: Eragrostis major Host, Eragrostis megastachya (Koeler) Link): Es kommt in Eurasien und in Afrika vor.[3] In Mitteleuropa kommt es selten eingebürgert vor in der Schweiz, in Österreich, in Südtirol, in Baden-Württemberg, Berlin-Brandenburg und Sachsen-Anhalt.[8]
- Schwachgekrümmtes Liebesgras (Eragrostis curvula (Schrad.) Nees): Es kommt von Kamerun bis Eritrea und bis zum südlichen Afrika vor.[3] Es ist in Mitteleuropa ein Neophyt. Es liegen Beobachtungen vor von Deutschland, Österreich (Wien), von den Niederlanden, der Schweiz (Genfer See) und von Südtirol.[8]
- Eragrostis frankii C.A.Mey.[9]: Sie kommt ursprünglich von den östlichen Vereinigten Staaten bis Texas vor.[3]
- Eragrostis mexicana (Hornem.) Link (Syn.: Eragrostis neomexicana Vasey ex Beal): Sie kommt von Nordamerika bis Argentinien vor.[3]
- Kleines Liebesgras (Eragrostis minor Host): Es kommt in Eurasien und Afrika vor.[3]
- Japanisches Liebesgras (Eragrostis multicaulis Steud., Syn.: Eragrostis pilosa subsp. damiensiana (Bonnet) Thell., Eragrostis pilosa subsp. multicaulis (Steud.) Tzvelev): Es kommt vom tropischen und subtropischen Asien bis ins fernöstliche Ostasien vor.[3] In Mitteleuropa ist es in Einbürgerung begriffen; es liegen Beobachtungen vor in Deutschland von Bayern, Baden-Württemberg, Nordrhein-Westfalen, Niedersachsen, Brandenburg mit Berlin, in Österreich von Kärnten und der Steiermark, von der Schweiz, von Südtirol und von den Niederlanden.[8]
- Kamm-Liebesgras (Eragrostis pectinacea (Michx.) Nees): Es kommt ursprünglich in Nord-, Mittel- und Südamerika vor.[3] In Mitteleuropa wurde es unbeständig in Deutschland, in der Schweiz und in Südtirol beobachtet.[8]
- Behaartes Liebesgras (Eragrostis pilosa (L.) P.Beauv.): Es kommt in Eurasien und in Afrika vor.[3]
- Teff oder Äthiopisches Liebesgras (Eragrostis tef (Zucc.) Trotter, Syn.: Eragrostis abyssinica (Jacq.) Link): Es kommt ursprünglich im nordöstlichen und östlichen tropischen Afrika und auf der Arabischen Halbinsel vor.[3]
- Eragrostis virescens J.Presl: Sie kommt vom westlichen Kanada bis Mexiko und von Venezuela bis ins südliche Südamerika vor.[3]

Sonstige Arten (Auswahl):
- Eragrostis amabilis (L.) Wight & Arn.: Sie kommt in den Tropen und Subtropen der Alten Welt vor.[3]
- Eragrostis annulata Rendle ex Scott-Elliott: Sie kommt von Angola bis ins südliche Afrika vor.[3]
- Eragrostis balgooyi Veldkamp: Die 2002 erstbeschriebene Art kommt nur in Neuguinea vor.[3]
- Eragrostis barbinodis Hack.: Sie kommt von Mosambik bis ins südliche Afrika vor.[3]
- Eragrostis chapelieri (Kunth) Nees: Sie kommt im tropischen und im südlichen Afrika und auf Madagaskar vor.[3]
- Eragrostis ciliaris (L.) R.Br.: Sie kommt in den Tropen und Subtropen der Alten Welt vor.[3]
- Eragrostis desertorum Domin: Sie kommt in Australien vor.[3]
- Eragrostis dielsii Pilg.: Sie kommt in Australien vor.[3]
- Eragrostis dyskritos Lasut: Sie wurde 2009 von Sulawesi erstbeschrieben.[3]
- Eragrostis elongata (Willd.) J.Jacq.: Sie kommt vom tropischen und subtropischen Asien bis Australien vor.[3]
- Eragrostis episcopulus Lambdon, Darlow, Clubbe & Cope: Sie wurde 2012 von St. Helena erstbeschrieben.[3]
- Eragrostis ferruginea (Thunb.) P.Beauv.: Sie kommt vom Himalaja bis ins gemäßigte Ostasien vor.[3]
- Eragrostis grandis Hildebr.: Sie kommt in Hawaii vor.[3]
- Eragrostis hypnoides (Lam.) Britton, Stern & Poggenb.: Sie kommt in Amerika vor.[3]
- Eragrostis japonica (Thunb.) Trin.: Sie kommt in den Tropen und Subtropen der Alten Welt vor.[3]
- Eragrostis kennedyae F.Turner: Sie kommt in Australien vor.[3]
- Eragrostis lepida (A.Rich.) Hochst. ex Steud.: Sie kommt vom nordöstlichen tropischen Afrika bis Kenia und auf der Arabischen Halbinsel vor.[3]
- Eragrostis maderaspatana Bor: Sie kommt in Indien und in Sri Lanka vor.[3]
- Eragrostis paniciformis (A.Braun) Steud.: Sie kommt von Eritrea bis Sambia vor.[3]
- Eragrostis peruviana (Jacq.) Trin.: Sie kommt von Peru bis Chile und auf den Desventuradas-Inseln vor.[3]
- Eragrostis sabulosa (Steud.) Schweick.: Sie kommt in Südafrika vor.[3]
- Eragrostis tremula Hochst. ex Steud.: Sie kommt im tropischen Afrika und von Afghanistan bis Indochina vor.[3]
- Eragrostis variabilis (Gaudich.) Steud.: Sie kommt in Hawaii vor.[3]
- Eragrostis xerophila Domin: Sie kommt in Australien vor.[3]

## Trivialnamen
Für das Elsass ist der Trivialname auch in der Form Liebgras belegt.